# 法拉墨
法拉墨（Faramir，第三紀元2983年~第四紀元82年）是在約翰·羅納德·瑞爾·托爾金的史詩奇幻小說魔戒三部曲中登場的人物，他的名字第一次在《魔戒首部曲:魔戒現身》中被提及，他其後在《魔戒二部曲:雙城奇謀》和《魔戒三部曲:王者再臨》中出現。
他是剛鐸攝政王迪耐瑟二世的次子，波羅莫的弟弟，也是剛鐸在伊西立安的遊俠部隊領袖，在波羅莫去世後兼領了白塔大將的名銜。努曼諾爾的血統在他身上十分明顯，所以他能抵抗統御之戒的引誘，而他的兄長波羅莫卻一度被魔戒所控制。
小說裡法拉墨十分受到剛鐸人民的擁護和愛戴，如衛隊士兵貝瑞貢與醫院院長攸瑞絲平時十分敬重法拉墨，當他有危險也會為此感到憂心。哈比人皮瑞格林·圖克亦與法拉墨保持著友誼，他把自己的兒子命名為法拉墨·圖克來紀念法拉墨。

## 生平

### 背景
在托爾金的小說裡，他是迪耐瑟二世和艾德拉希爾之女芬朵拉斯的次子，波羅莫的弟弟。在他五歲那年，母親芬朵拉斯便去世了；在那之後，父親迪耐瑟變得更憂鬱、更沉默。但這無礙於兩兄弟間的感情發展，兩人在孩提時開始就一直是最親近的好兄弟，波羅莫一直扮演著幫助和保護法拉墨的角色；雖然迪耐瑟偏愛著波羅莫，但兩人之間絕無任何嫉妒和敵意。
法拉墨愛好音樂和知識，這也令他建立和巫師甘道夫，即剛鐸人民所認識的米斯蘭達的友情。當米斯蘭達進城時，法拉墨都會盡量膩在他身邊，從他的智慧中學習。但這也令法拉墨觸怒了父親。迪耐瑟不信任和不喜歡巫師（也就是埃斯塔力一族），也不贊成法拉墨成為巫師的學生。
在《魔戒首部曲：魔戒現身》中的開首部分，法拉墨作了一個夢。在夢中，他發現東方的天空被烏雲籠罩著，雷聲隆隆作響，但在西方還有一道蒼白的光芒閃爍著，從光芒中他聽見了一個遙遙但清晰的聲音大喊著：
|  | 聖劍斷折何處去， 伊姆拉崔之中現， 此地眾人將會面， 齊心勝過魔窟殿， 該處必有事蹟顯， 末日以臨無疑慮， 埃西鐸剋星再現， 半身人仗義出現。 |

法拉墨作了兩次同樣的夢，波羅莫也進入了一樣的夢境。他們請教父親迪耐瑟，他只透露伊姆拉崔是精靈語中一座北方遙遠山谷的名稱，愛隆和其他半精靈傳史者居住在該處。雖然法拉墨同樣想去找尋詩句的真相，但波羅莫在父親的支持下，得到權力以開始北方的旅程。
在他出發往伊西立安的五天以前，也就是遇見佛羅多和山姆的十一天前，法拉墨聽到了波羅莫在遠方吹響了號角，聲音從北方傳來，法拉墨和他父親都認為是不祥的預兆。在那之後的第三個晚上，當法拉墨坐在大河安都因旁，不知在夢境中還是真的看見，他看見了一艘漂浮在水面上的灰色小船，船上載著波羅莫的遺體。

### 雙城奇謀
當法拉墨受命領導部下在伊西立安圍攻一隊哈拉德林人途經時，巧遇途經此地的哈比人佛羅多·巴金斯與山姆·詹吉，並將其帶至遊俠的根據地漢那斯安南。
過程中法拉墨有意詢問佛羅多兩人來此的使命和目的，但佛羅多始終迴避這個話題，在查問和直覺的幫助下，法拉墨推定佛羅多所攜帶的是魔王索倫的強大武器。在那時，他說了一句話顯示了他和他那自負的兄長的不同。
「不要擔心！即使這樣東西就放在路邊，我也不會想要伸手。就算米那斯提力斯即將淪陷，只有我可以拯救它，我也不願意使用魔王的武器來對抗敵人。不，德羅哥之子佛羅多，我不需要這樣的勝利。」
最終法拉墨大方地給予了兩名哈比人不少物資，並給他們指引了前往魔窟谷的道路；他還警告佛羅多與他們同行的咕嚕是個邪惡奸詐的生物。

### 王者再臨
次日晚，法拉墨領部離開伊西立安，並加強了奧斯吉力亞斯的駐軍，隨後與三名手下返回剛鐸都城米那斯提力斯，途中遭遇戒靈攻擊，幸虧白袍甘道夫趕來暫時擊退戒靈。法拉墨向父親迪耐瑟一五一十地報告了他在伊西立安的經歷，包括放走攜帶至尊戒的半身人一事，迪耐瑟為此感到憤怒，質疑他為何沒將至尊戒帶到米那斯提力斯。
這時索倫部下的大將安格馬巫王領導大軍攻下了奧斯吉力亞斯，在戰鬥中法拉墨負責斷後以保證撤退的剛鐸部隊不會潰散，過程中他被哈拉德林人的弓箭及戒靈的黑之吹息所傷，在米那斯提力斯城內出動的騎兵幫助下，終把他救回城裡。法拉墨失去了知覺，這讓迪耐瑟變得瘋狂，他命令手下在剛鐸王陵中搭建一個柴堆，打算與兒子一同自焚，所幸甘道夫、皮聘與貝瑞貢及時趕到救下法拉墨，但迪耐瑟依舊自焚而死。
帕蘭諾平原戰役結束後，亞拉岡用芳香的藥草阿夕拉斯為法拉墨治療，使他逐漸康復。在這之後法拉墨承繼了父親剛鐸攝政王的職銜，他並沒有隨同亞拉岡等人參與黑門之戰，而是仍留在米那斯提力斯的醫院休養，這段期間他戀上了同樣負傷的洛汗王女伊歐玟。
在得知魔戒被毀、索倫敗亡的消息，法拉墨等人忙著籌備人皇亞拉岡回歸的事宜。當凱旋歸來的人皇正式回歸剛鐸時，法拉墨向伊力薩王交出自己的權杖和職權，但伊力薩王重新任命他為剛鐸的宰相和國王的顧問。法拉墨還成為了伊西立安王和艾明亞南的領主，他與伊歐玟成婚並定居於伊西立安，兩人育有一子艾波安。在法拉墨於高齡120歲去世後，艾波安承繼了他所有的職務。

## 名銜
法拉墨（Faramir）的名字在精靈語中的意思是「用寶石裝飾的獵人」。

## 改編描述
在彼得·傑克森執導的《魔戒電影三部曲》中，法拉墨一角由澳洲男演員大衛·溫翰飾演。

## 文化影響
2012年，土衛六上的一個丘陵地帶按照托爾金小說角色法拉墨的名字被命名為「法拉墨丘」。

## 外部連結
- 法拉墨在塞恩的書（英文）
- 互联网电影数据库上法拉墨的资料（英文）

| 前任者： 迪耐瑟二世 | 剛鐸宰相 第三紀元3019年–第四紀元82年 | 繼任者： 艾波安 |